# Galambos Dénes
Galambos Dénes (Budapest, 1957. április 10. –) magyar jogász, 2014 és 2018 között a Fidesz-KDNP országgyűlési képviselője.

## Életrajz
1981-ben végzett az Eötvös Loránd Tudományegyetem Állam- és Jogtudományi Karán, ahol jogászi diplomát szerzett. 1984-ben jogi szakvizsgát tett a budapesti Jogi Szakvizsga Bizottságnál.
1990 és 2010 között Nagyvenyim önkormányzatában önkormányzati képviselő. 1992. január 1. és 1994. december 6. között Nagyvenyim társadalmi megbízatású alpolgármestere. 1998 novembere és 2006 októbere között szintén betöltötte a társadalmi megbízatású alpolgármester posztot Nagyvenyimen. 2010 és 2013 között a „HÍD” Dunaújváros és Környéke Egyesület alelnöke.
2011. január 1. és 2014. május 5. között kormányhivatalt vezető kormánymegbízott. 2014. május 6. óta négy évig a Fejér megyei 4. számú országgyűlési egyéni választókerület képviselője volt. 2014. május 6. és 2015. február 16. között a Nemzetbiztonsági bizottság tagja. 2014. június 23. óta tagja a Gazdasági bizottságnak, a  Bor- és gasztronómiai albizottságának pedig 2015. március 24. óta tagja. 2015. február 24. óta tagja a Törvényalkotási bizottságnak.
A 2018-as országgyűlési választáson Galambos Dénes alul maradt a Jobbikos Pintér Tamással szemben, ezzel kiesett az országgyűlésből, utódja Pintér Tamás (Jobbik) lett Dunaújváros országgyűlési képviselője.
Társalgási szinten beszél németül.